# Atomosia beckeri
Atomosia beckeri là một loài ruồi trong họ Asilidae. Atomosia beckeri được Jaennicke miêu tả năm 1867. Loài này phân bố ở vùng Tân nhiệt đới.